# Brixia
Pour les articles homonymes, voir Brixia (homonymie).
Genre
Brixia est un genre d'insectes hémiptères de la famille des Cixiidae. Ils se nourrissent de la sève de végétaux.
EOL mentionne 125 espèces de ce genre dont
- Brixia albomaculata Distant, 1906 - Cicadelle vivant en Inde,
- Brixia costalis Synave, 1959 - Cicadelle endémique de La Réunion.